# 来集镇
来集镇，是中华人民共和国河南省郑州市新密市下辖的一个乡镇级行政单位。

## 行政区划
来集镇下辖以下地区：
来集村、陈沟村、郭岗村、韩家门村、裴沟村、岳岗村、王家窝村、翟坡村、桧树亭村、王堂村、马武寨村、杨家门村、苏寨村、黄寨村、宋楼村、李堂村、东于沟村、西于沟村、巩楼村、赵沟村和马沟村。